# Mare Nectaris

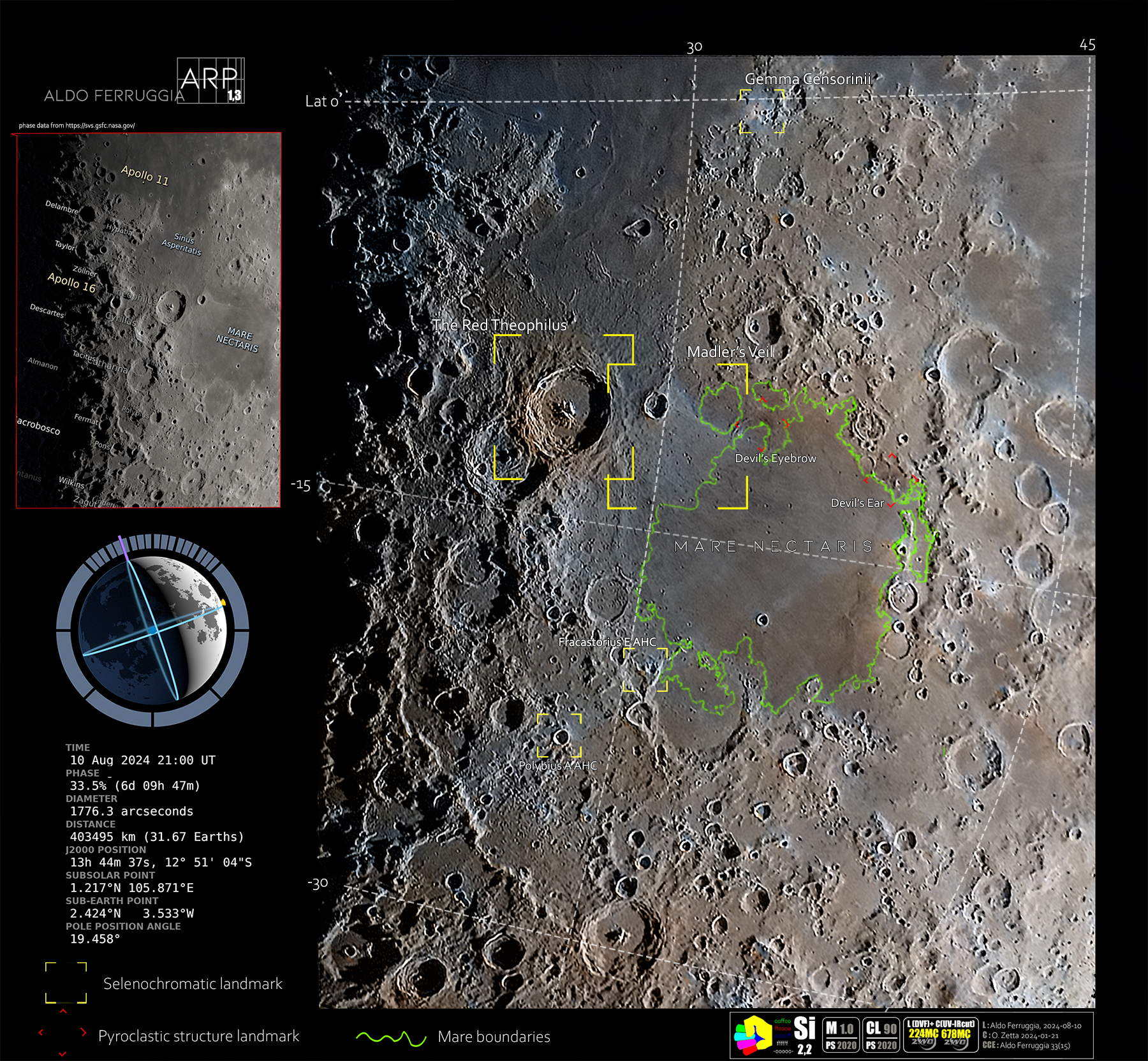
Immagine selenocromatica rettificata di Mare Nectaris; segnalati alcuni 'reperi selenocromatici'

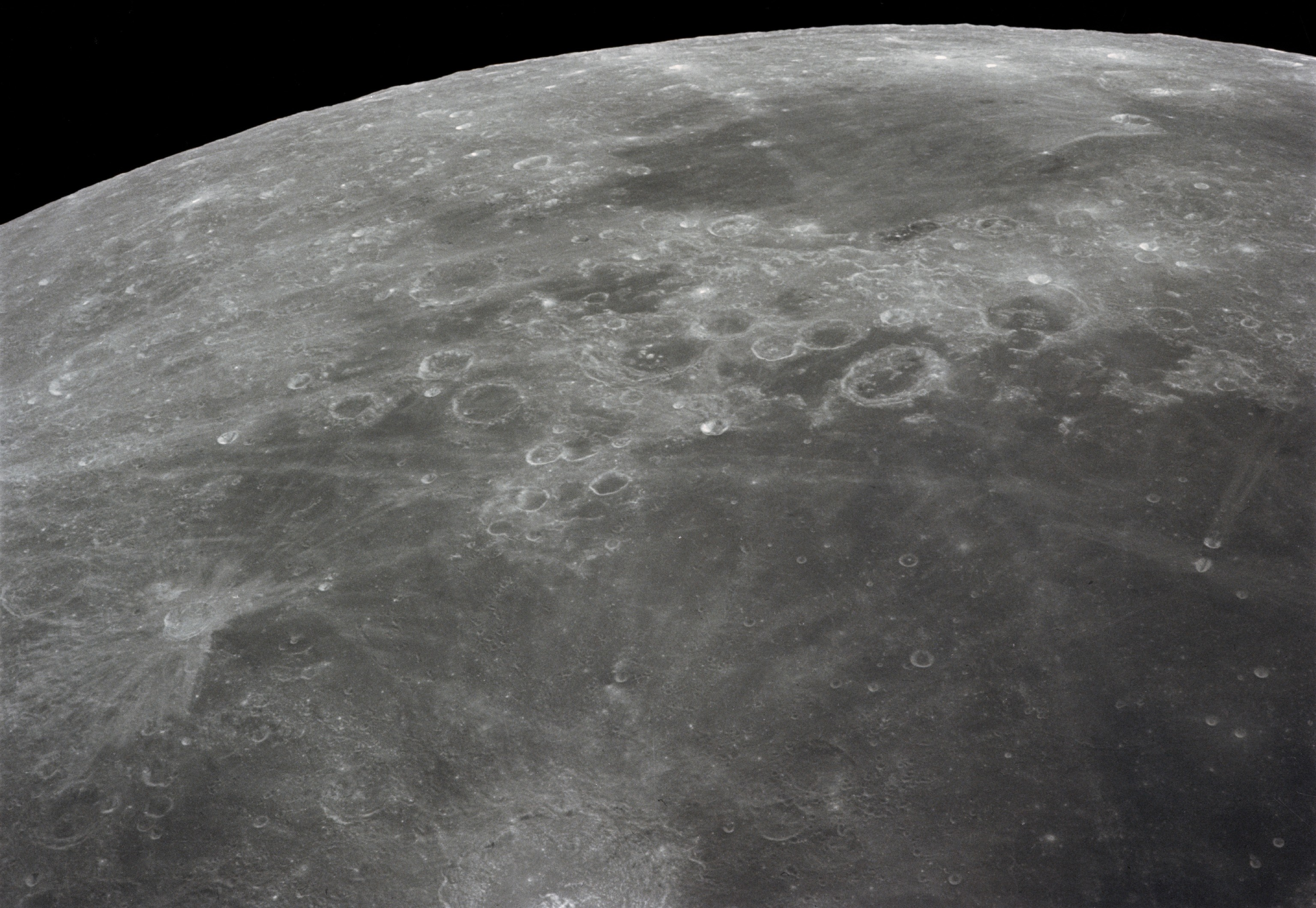
In alto il piccolo mare Nectaris, in basso il mare Fecunditatis. Immagine scattata dall'apollo 16.

Il mare Nectaris (mare del Nettare) è un piccolo mare lunare che si trova sul lato visibile della Luna, tra il mare Tranquillitatis e il mare Fecunditatis.
Il centro del mare si trova all'incirca a 15° S, 35° E. Ha una forma grosso modo circolare con un diametro di 333 km e una superficie di 100.000 km quadrati.
Il materiale del mare è profondo 1000 metri circa e risale all'Imbriano superiore, mentre il bacino è principalmente del Nettariano (il cui nome deriva proprio dal mare Nectaris) e dell'Imbriano inferiore.
I Montes Pyrenaeus formano il confine ovest, mentre il grande cratere che si trova spostato a sud rispetto al centro del mare è il cratere Ross.
Il cratere Theophilus, che si trova sul bordo nord-est del mare, risale all'Eratosteniano. Quindi è più recente del mare.
Al confine sud è visibile il cratere Fracastoro.